# Jean-Paul Guimond
Pour les articles homonymes, voir Guimond.
Jean-Paul Guimond est un chanteur folklorique et agriculteur québécois né en 1933 à Wotton en Estrie et mort le 24 juillet 2025 à Sherbrooke.
Jean-Paul Guimond, qui a pour habitude de corriger et de compléter les couplets de chansons oralement transmises, s'attribue le titre de « réparateur de chansons ». Il collabore notamment avec Le Rêve du diable, La Volée d'Castors, Les Cousins Branchaud, Le Vent du Nord, Michel Faubert, Hommage aux aînés, La Bottine souriante et Musique à bouches, en leur livrant plusieurs chansons traditionnelles,.

## Biographie
Jean-Paul Guimond s'intéresse dès l'enfance à la chanson folklorique, notamment grâce à ses parents, Hormidas et Alice, qui lui transmettent plusieurs chansons.
Au cours des années 1960, il gigue et joue de l'harmonica aux côtés des Frères Grenier. Entre 1970 et 1990, il cesse toutefois le chant.

### Carrière de chanteur
Ce n'est que dans les années 1990 qu'il acquiert un nom dans le milieu de la chanson traditionnelle québécoise. En 1992, lors d'un événement organisé par le Centre de valorisation du patrimoine vivant, il fait la connaissance de Claude Méthé qui l'invite au Festival international des arts traditionnels de Québec. Dans la même année, il rencontre les membres de La Bottine souriante, ce qui forge son statut de chanteur,.
En 1998, Jean-Paul Guimond suscite l'attention de Gabrielle Bouthillier et de Rosemarie Allard, qui désirent recueillir l'ensemble de son répertoire . Après quatre ans d'enquête, le nombre de chansons consignées s'élevait à 200.
En 2006, Jean-Paul Guimond participe à l'animation de soirées à Victoriaville et à Princeville. Toujours au début des années 2000, le chanteur accompagne plusieurs groupes de musique folklorique. Dans cette optique, il se produit avec La Bottine souriante aux Francofolies en 2001 et à l'Université de Sherbrooke en 2004. Il est alors désigné comme un joueur d'os. En 2021, il chante avec le groupe le Diable à 5 lors du Festival Mémoire et Racines.
En 2012, Jean-Paul Guimond se joint à l'équipe de Folklore québécois des Sources, un organisme visant à transmettre la musique, la danse, le chant et les contes folkloriques dans la MRC des Sources.

### Décès
Jean-Paul Guimond meurt le 24 juillet 2025 à Sherbrooke à l'âge de 92 ans, des suites de complications liées à une intervention chirurgicale,,,.

## Discographie

### Albums
- Jean-Paul Guimond, C'est dans cette maison de fête, 1993, cassette audio, JPG-001. Rééditée (et enrichie) sous forme de CD en 2001, JPG-72001.
- Jean-Paul Guimond, Fournisseur officiel, chansons traditionnelles, 2015, Collection Héritage, Maréemusique.
- Jean-Paul Guimond et ses amis, Jean-Paul Guimond au Studio B-12, 2022, Maîtres de traditions vivantes, CQPV.

## Prix et distinctions
En 2005, l'héritage folklorique du chanteur est souligné par le Prix Aldor. En 2016, à l'occasion du festival Chants de Vielles, Jean-Paul Guimond obtient la Médaille de l'Assemblée nationale. En 2020, il est nommé Maître de Traditions vivantes par le Conseil québécois du patrimoine vivant. Trois ans plus tard, le festival du Québec défricheur de Wotton lui fait honneur en tant que citoyen porteur de traditions.